# Amazona collaria
Papagaio-jamaicano ou papagaio-de-bico-claro (Amazona collaria) é uma espécie de papagaio encontrada apenas na Jamaica.